# كارينا فانس مافلا
كارينا إيزابيل فانس مافلا (بالإنجليزية: Carina Isabel Vance Mafla)‏ من مواليد 1977 وهي وزيرة سابقة للصحة العامة في الإكوادور. ولدت فانس في أوكلاند (كاليفورنيا). وذهبت إلى المدرسة الثانوية في الإكوادور وحضرت الجامعة في الولايات المتحدة. بعد حضورها كلية وليامز للحصول على درجة البكالوريوس وحصلت على درجة الماجستير في الصحة العامة من جامعة كاليفورنيا (بركلي) ثم عادت إلى الإكوادور في عام 2004.
أعلنت فانس بأنها مثلية جنسياً، وأمضت بعض الوقت في أوروبا. وفي سن الثالثة عشرة، تعرضت هي وصديقتها الأولى لهجوم من قبل المثليين. كانت فانس قد بدأت بالفعل في فهم وقبول هويتها كمثلية، لكنها قالت إن هذا الحادث «لم يكن مجرد اكتشاف لمثليتي الجنسية، ولكن أيضا رد فعل المجتمع عليه». عملت لاحقًا كناشطة في مجال حقوق متحولي الجنس (LGBT) وكانت المدير التنفيذي لمؤسسة Fundacion Causana ، وهي منظمة لحقوق المثليات.
تم تعيين فانس في مجلس الوزراء من قبل الرئيس رفاييل كوريا في يناير 2012،  بعد استقالة سلفها ديفيد تشيريبوغا وسط مخاوف من أنه غير قادر على إصلاح المشاكل في نظام الرعاية الصحية الوطني في الإكوادور. أعلنت فانس عن عزمها على إغلاق نظام «العيادات» الدينية وذلك بعد الإبلاغ عن بعض حالات التعذيب وخصوصاً لمثليي الجنس الذين تم الإبلاغ عن تعذيبهم جسديا ونفسيا واحتجازهم ضد إرادتهم. وعندما تم اكتشاف شبكة تضم ما يقرب من 200 من هذه «العيادات» غير القانونية قبل ذلك بأربعة أعوام، ضغطت منظمة فانس وغيرها من المنظمات الحقوقية والمنظمات التقدمية على حكومة رفاييل كوريا لإغلاقها. أدى ذلك إلى إغلاق ثلاثين عيادة من هذا القبيل في سبتمبر 2011 وبعد وقت قصير من تعيين فانس في الحكومة، داهمت الوزارة ثلاثة من «عيادات التعذيب» بالقرب من كيتو وأنقذت العشرات من النساء. كما ناقشت خططًا لإصلاح إدارة مستشفيات البلاد.